# Жером Бонапарт
Жером-Наполеон Бонапарт (на френски: Jérôme-Napoléon Bonaparte) е френски благородник, крал на Вестфалия през 1807 – 1813 година.

## Биография
Роден е на 15 ноември 1784 година в Аячо в семейството на италианския дипломат Карло Буонапарте и е най-малкият брат на бъдещия френски император Наполеон I.
През 1803 година пътува до Съединените щати, където се жени и има син, но Наполеон анулира брака му. През 1807 година се жени за германската принцеса Катарина Вюртембергска и става крал на просъществувалото до 1813 година Кралство Вестфалия, една от сателитните на Франция държави, създадена от Наполеон. След края на Наполеоновия режим живее в Италия до идването на власт на племенника му Луи Наполеон Бонапарт през 1848 година, след което заема няколко почетни длъжности във Франция, а през 1852 – 1856 година е официалният престолонаследник на Втората империя.
Жером Бонапарт умира на 24 юни 1860 година в замъка Вилжени, днес част от Маси, край Париж.